# Île Unalga
L'île Unalga (en aléoute : Unalĝa)  est une île du groupe des Îles Fox appartenant aux îles Aléoutiennes en Alaska (États-Unis).
L'île est inhabitée.